# Норей Раматуппдей
Норей Раматуппдей (тай. พระนารายณ์รามาธิบดี) — король Камбоджі в середині XV століття.

## Правління
Був сином і спадкоємцем Понхеа Ята. Продовжив справу батька з відновлення незалежної Камбоджі. Підтримував тісні зв'язки з Китаєм, де був відомий під іменем Пінг Я.